# Décès en 1088
Décès
- 1084
- 1085
- 1086
- 1087
- 1088
- 1089
- 1090
- 1091
- 1092

Cette page dresse une liste de personnalités mortes au cours de l'année 1088 :
- 6 janvier : Bérenger de Tours, théologien et philosophe scolastique français (né v. 1000), connu en latin sous le nom de Berengarius.
- 11 février[1], Durand de Troarn, moine bénédictin, premier abbé de Saint-Martin de Troarn et théologien.
- 12 mars : Berthold de Reichenau, dit aussi Berthold de Constance et en latin Bertholdus Constantiensis ou Bertholdus Augiensis, moine bénédictin et un chroniqueur de l’abbaye de Reichenau sur le lac de Constance.
- 7 avril : Buchard II, ou Burchard de Veltheim (également Burckhardt, Bucco, ou Buko), ecclésiastique allemand et homme d'État, évêque d'Halberstadt.
- Gebhard de Salzbourg (en), ou Gebhard of Helfenstein, archevêque de Salzbourg.
- 20 juin : Meinhard de Bamberg, clerc allemand.
- 24 juin : Guillaume Ier de Warenne, baron anglo-normand, l'un des hommes les plus riches de l'Angleterre nouvellement conquise, il est le  1er comte de Surrey.
- Benno II d'Osnabrück (en), évêque d'Osnabrück.
- 28 septembre : Hermann de Salm, ou  Hermann de Luxembourg, comte de Salm et anti-roi des Romains.

- Albéric du Mont-Cassin, moine bénédictin, cardinal de l'Église catholique.
- An-Nasir ibn Alannas ibn Hammad, souverain issu de la dynastie hammadide, qui règne sur le Maghreb central (Algérie).
- Ekkrehard Ier de Scheyern, noble allemand.
- Gisa, ou Giso, évêque de Wells.
- Godfrey de Chichester (en), évêque de Chichester.
- Jean Doukas (césar), césar byzantin
- Madog ap Bleddyn, coprince de Powys.
- Ranulf I de Caiazzo (en), comte de Caiazzo (Principauté de Capoue)
- Rhiryd ap Bleddyn, coprince de Powys.
- Rongdzom Tchökyi Zangpo, maître tibétain Nyingmapa.
- Vécilon, partisan de l'empereur au cours de la querelle des investitures, archevêque de Mayence.

date incertaine (vers 1088)
- Abu Bakr Ibn Omar, chef et roi almoravide.

## Crédit d'auteurs
- Cet article est partiellement ou en totalité issu de l'article intitulé « 1088 » (voir la liste des auteurs).